# Rodion Shchedrin

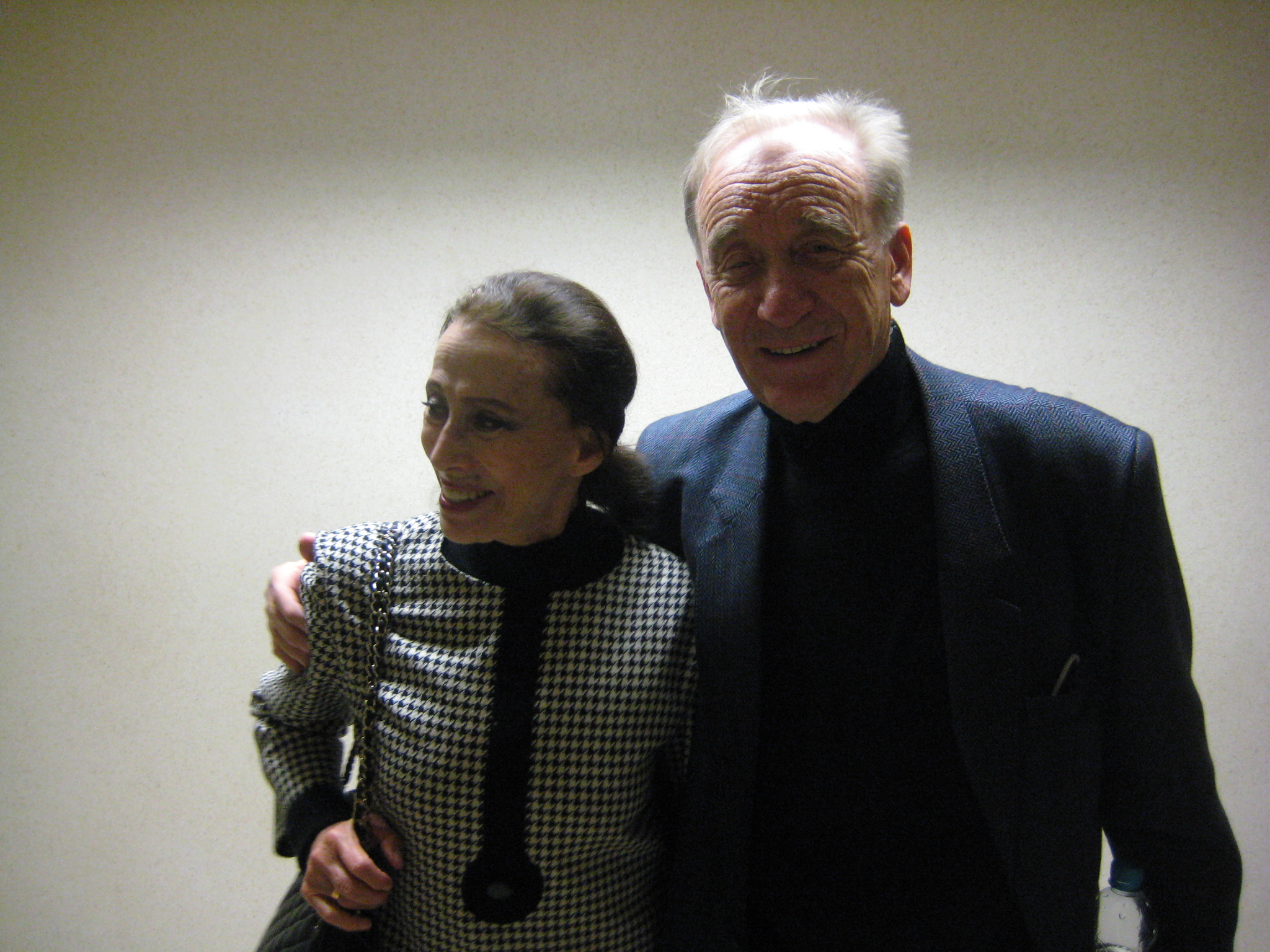
Rodion Shchedrin và vợ, Maya Plisetskaya, năm 2009

Rodion Konstantinovich Shchedrin (tiếng Nga: Родио́н Константи́нович Щедри́н, Chuyển chữ khoa học: Rodion Konstantinovič Ščedrin; sinh ngày 16 Tháng Mười Hai 1932) là một nhà soạn nhạc Nga. Ông là một trong những nhà soạn nhạc Liên Xô hàng đầu, và là chủ tịch của Liên hiệp Nhạc sĩ nước Nga từ 1973 cho đến 1990.

## Cuộc đời và Sự nghiệp
Ông được sinh ra tại Mạc Tư Khoa trong một gia đình âm nhạc — người cha của ông là một nhà soạn nhạc và giáo viên lý thuyết âm nhạc. Ông học tại trường Đồng Ca Mạc Tư Khoa và Viện Mạc Tư Khoa (tốt nghiệp năm 1955) với các giáo sư Yuri Shaporin và Nikolai Myaskovsky. Từ năm 1958, ông đã kết hôn với nữ diễn viên ballet vĩ đại Maya Plisetskaya.
Âm nhạc đầu tay của Shchedrin là thể loại Nhạc Cung Thể, hoà phối đầy màu sắc và thường bao gồm [snatches] của âm nhạc dân gian, trong khi một số phần sau đó sử dụng nhạc aleatoric và kỹ thuật nối tiếp. Ở phương tây, âm nhạc của Shchedrin đã giành được phổ biến chủ yếu thông qua các sản phẩm của Mstislav Rostropovich người đã thực hiện một số bản thu âm thành công.
Trong số các tác phẩm của ông là các vở 
The Little Hump-backed Horse (1955), 
Carmen Suite (1967), dựa trên kịch Carmen của Georges Bizet (dự án nối tiếp hai nhạc sĩ Shostakovich và Khachaturian), 
Anna Karenina (1971 dựa trên tiểu thuyết của Leo Tolstoy), 
và Lady with a Lapdog (1985); 
các vởca kịch operas Not Only Love (1961), 
và Những linh hồn chết (1976, sau tiểu thuyết của Nikolai Gogol); 
các bản piano concerto, các bản giao hưởng, thính phòng và piano và các công trình khác. Ông sáng tác 24 prelude và fuga sau khi ông nghe thể loại này của Shostakovich. Điều đáng chú ý là Tuyển tập Đa âm của ông..
Ông đã viết năm concerto cho dàn nhạc: 
tác phẩm đầu tiên, được dịch 'Naughty Limericks hoặc Mischievous Folk Ditties (không phải trong đó hoàn toàn có được những nhạc đề chính của Nga là một chastushka (часту́шка) – thơ ca người Ukraine, một loại trào phúng bất kính của bài hát dân gian) đến nay là nổi tiếng nhất, và là công việc mà ông thành lập đầu tiên trên trường quốc tế  
Concerto thứ nhì cho dàn nhạc được phụ đề Zvony (Chuông gió), và được dàn nhạc New York Philharmonic công diễn dưới sự chỉ huy của Leonard Bernstein là một trong nhiều buổi diễn vào dịp vinh danh kỷ niệm thứ 125 của dàn nhạc. 
Các Concerto thứ ba cho dàn nhạc dựa trên nhạc cổ của rạp xiếc tỉnh lẻ nước Nga. 
Concerto thứ tư, Khorovody (các luân vũ khúc), được viết vào năm 1989, 
và Concerto thứ năm, Bốn ca khúc Nga, được viết vào năm 1998.
Thành công về học vị lẫn nghề nghiệp (ông là thành viên của Học viện Nghệ thuật Berlin năm 1989 và nhận được Giải thưởng Nhà nước Nga của Tổng thống Boris Yeltsin năm 1992), bản thân Shchedrin là một nghệ sĩ dương cầm và đại phong cầm điêu luyện, ông tự đảm trách phần piano khi công diễn lần đầu của ba trong số sáu piano concerto của ông. Tại một buổi hòa nhạc đáng chú ý ngày 05 Tháng 5 năm 1974, Shchedrin trình tấu các đoạn độc tấu trọn vẹn trong cả ba concerto cho piano, một lần khác sau đó. Các buổi biểu diễn, với các Dàn nhạc giao hưởng Liên Xô dười sự chỉ huy của Evgeny Svetlanov đã được ghi lại và phát hình trên LP, sau đó ra CD. Sau sự sụp đổ của chế độ Liên Xô, Shchedrin đã tận dụng những cơ hội mới để du lịch và hợp tác âm nhạc quốc tế, và bây giờ chủ yếu là phân chia thời gian của mình giữa Munich và Moskva.
‘Ngày Shchedrin’ đã diễn ra vào 11-14 tháng 6 năm 2008 tại Armenia với sự tham gia của Shchedrin và Maya Plisetskaya là khách mời danh dự.
Được lời mời của Walter Fink, là nhà soạn nhạc đặc trưng thế kỷ thứ 19 trong ngày kỷ niệm hàng năm Komponistenporträt của Đại hội Âm nhạc Rheingau vào năm 2009. Nhạc phụng vụ Nga The Sealed Angel viết cho sáo và ca đoàn của ông được trình tấu với sự hiện diện của nhà soạn nhạc và vợ. Nhạc thính phòng của ông bao gồm Giai điệu cổ của những Ca khúc Dân gian Nga(2007) với nghệ sĩ cello Raphael Wallfish và tự đánh piano, và Meine Zeit, mein Raubtier với giọng nam cao Kenneth Tarver và nghệ sĩ dương cầm Roland Pontinen cũng là người trình tấu nó tại Đại nhạc hội Verbier.

## Các tác phẩm chọn lọc

### Các vở Opera
- Not Love Alone (Не только любовь) (1961)
- Lenin Oratory (Оратория Ленина), một bản cantata (1972)
- Dead Souls (Мёртвые души), dựa theo Nikolai Gogol (1977)
- Lolita (Лолита) (1992)
- The Enchanted Wanderer (Очарованный странник) (2002)
- Boyarinya Morozova (Боярыня Морозова) (2006)

### Các vở Ballet
- The Little Humpbacked Horse (1955)
- Carmen (1967)
- Anna Karenina (1968)[2]
- The Seagull (Чайкa) (in 2 acts) dựa theo vở kịch của Anton Chekhov (1980)
- Lady with a Lapdog (1985)

### Các tác phẩm cho Dàn nhạc
- Giao hưởng Số 1 (1958)
- Not Love Alone, tổ khúc giao hưởng trích từ ca kịch (1964)
- Giao hưởng Số 2, "Hai mươi lăm Dạo khúc cho Dàn nhạc" (1965)
- Dạo khúc Solemn (1982)
- Tổ khúc Mòng biển (1984)
- Stihira, "Hymn for the Millenary of the Christianisation of Russia" (1987)

### Các tác phẩm Concerto và concertante
- Concerto cho Piano Số 1 (1954)
- Concerto cho Dàn nhạc Số 1, Naughty Limericks (1963)
- Concerto cho Piano Số 2 (1966)
- Concerto cho Dàn nhạc Số 2, The Chimes (1968)
- Concerto cho Piano Số 3 (1973)
- Concerto cho Dàn nhạc Số 3, Old Russian Circus Music (1988)
- Concerto cho Dàn nhạc Số 4, Khorovody (1989)
- Concerto cho Piano Số 4 (1991)
- Concerto cho Cello, Sotto Voce (1994)
- Concerto cho Viola, Concerto Dolce (1997)
- Concerto cho Violin, Concerto Cantabile (1998)
- Concerto cho Dàn nhạc Số 5, Four Russian Songs (1998)
- Concerto cho Piano Số 5 (1999)
- Concerto cho Piano Số 6 (2003)
- Concerto cho Oboe (2010)
- Concerto Kép cho piano and cello (2011)

### Các tác phẩm Phụng vụ
- The Sealed Angel (nhạc hợp xướng dựa theo Nikolai Leskov), 1988

### Đồng diễn Thính phòng
- Muzïkal'noye prinosheniye (Một bản nhạc Cung hiến) cho 3 flutes, 3 bassoons, 3 trombones, và organ (1983)

### Nhạc Thính phòng
- Drei heitere Stücke (Ba tấu khúc vui nhộn) cho tam tấu piano (1997)
  - Gespräche (Đối thoại)
  - Spielen wir eine Oper von Rossini (‘Hãy diễn một vở Ca kịch’ của Rossini)
  - Humoreske
- Menuhin Sonata cho violin và piano (1999)
- Ancient Melodies of Russian Folk Songs cho cello và piano (2007)

### Nhạc có ca từ
- Meine Zeit, mein Raubtier, vòng ca từ dựa theo Osip Mandelstam cho hát kể, lĩnh xướng và piano (2002)

### Solo piano
- Các tiểu phẩm Piano (1952–1961)
  - Thơ ca
  - Bốn tiểu phẩm trích từ vở ballet "The Humpbacked Horse"
  - Humoresque
  - Phỏng tạo Albéniz
  - Troika
  - Hai tiểu phẩm Đa âm (Sáng tác Hai Bè và bà trầm Ostinato)
- Piano Sonata (1962)
- Hai mươi bốn Dạo khúc và Tẩu khúc (1964–1970)
- Tuyển tập Đa âm, Hai mươi lăm Dạo khúc (1972)
- Piano Sonata Số 2 (1997)
- Nhật ký, bảy tiểu phẩm (2002)
- Sonatine Concertante (2005)
- A la Pizzicato (2005)

### Độc tấu Vĩ cầm
- Trong Phong cách của Albéniz op. 52 (1973)
- Sonata Tiếng vang, op. 69 (1984)
- Balalajka (1998)
- Song tấu (2000)